# オー・ラブ
「オー・ラブ」 (Oh Love) は、アメリカのロックバンド、グリーン・デイの楽曲。アルバム『ウノ!』の12曲目に収録され、アルバムからの1枚目のシングルとしてカットされた。シングルはワンコインで買える500円で発売された。

## 概要
「ウノ！」「ドス！」「トレ！」三部作からの初のシングルである。この曲のEPは、「キル・ザ・ディージェイ(Kill the DJ)」がシングルとして発売されたのと同じ日、2012年8月14日に発売された。この曲は、2012年2月14日から6月26日までジングルタウン・スタジオで録音されたが、2011年にバンドが開催したシークレットショーでも演奏された。
この曲に対する批評家の反応は様々で、音楽スタイルとトーンが賞賛される一方で、「中庸」であると批判された。この曲はデビューと同時に世界中の複数のチャートに登場した。この曲は米国のロックソングチャートで初登場1位を獲得し、バンドにとって初の、そして史上3番目の1位獲得曲となった。また、この曲はバンドにとって今日までで最後のビルボードホット100チャート入りシングルでも ある。
この曲は「ゴッズ・フェイバリット・バンド」に収録された3部作からの唯一の曲である。

## ジャケット画像
2012年7月10日、公式ウェブサイトで同曲のリリースに関するプレスリリースの中でアートワークを公開した。この曲のカバーアートは、アルバムのスタイルを踏襲している。右側に信号機があり、その上にハートがあり、その下に2つの十字架が描かれている。「Green Day」と「Oh Love」は、それぞれ左上と左下に大文字で書かれている。「Green Day」は淡い黄色で書かれており、「Oh Love」は青い背景に白で書かれており、明暗と明るい色合いのコントラストと隅の黒が見られる。
バンドはまた、この曲のEPのリリースを発表し、そのアートワークも公開した。色と画像がわずかに異なるものの、曲と似ている。曲の右側には交通信号柱が描かれており、上部にはハートの代わりに十字架が描かれ、その下にハート型の手榴弾とキスをするカップルが描かれている。これは、それぞれ『アメリカン・イディオット』と『21世紀のブレイクダウン』のアートワークで、下部に2つの十字架が描かれているのとは対照的である。青色の「グリーン・デイ」と白色の「オー・ラブ」は、それぞれ左上部と左下部に大文字で書かれており、背景には赤の縞模様があり、角は黒くなっている。

## ミュージックビデオ
ミュージックビデオは「アメリカン・イディオット」のビデオも監督したサミュエル・ベイヤーが監督した。ビリー・ジョー・アームストロングはMTVでこのMVについて「とても官能的だ」と語った。MVはロックスターの人生のステレオタイプを描いている。

## 収録曲
| No. | タイトル            | 時間   |
| --- | ------------------- | ------ |
| 1.  | オー・ラブ"Oh Love" | 4 : 19 |

| No. | タイトル            | 時間 |
| --- | ------------------- | ---- |
| 1.  | オー・ラブ"Oh Love" | 5:03 |

| No.      | タイトル                                                                                             | 時間  |
| -------- | --- | ----- |
| 1.       | オー・ラブ"Oh Love"                                                                                  | 5:04  |
| 2.       | アメリカン・イディオット（検閲版）"American Idiot(Censored version)"                                 | 2:55  |
| 3.       | ブールヴァード・オブ・ブロークン・ドリームズ（検閲版）"Boulevard of Broken Dreams(Censored Version)" | 4:22  |
| 4.       | 21ガンズ"21 Guns"                                                                                    | 5:22  |
| 5.       | ノウ・ユア・エナミー"Know Your Enemy"                                                                | 3:11  |
| トータル | 20:57                                                                                                | 20:57 |

## その他
2012年8月17日に、テレビ番組「ミュージックステーション」にて演奏した。